# Романенко, Александр Григорьевич
Александр Григорьевич Романенко — советский хозяйственный и политический деятель.

## Биография
Родился в 1938 году. Член КПСС с 1961 года.
Окончил профессионально-техническое училище.
В 1955—1957 гг. — колхозник колхоза в Краснодарском крае.
В 1957—1960 гг. — военнослужащий Советской армии.
В 1960—1966 гг. — подсобный рабочий, машинист концентратора, помощник машиниста, в 1966—1991 гг. — машинист вращающихся печей цементного завода «Пролетарий» Министерства промышленности строительных материалов СССР.
Избирался депутатом Верховного Совета СССР 9-го и 10-го созывов. Делегат XXV съезда КПСС.
Жил в Новороссийске.

## Награды
- Орден Трудового Красного Знамени (дважды)